# Trehgrad, Bârzula
Trehgrad (în ucraineană Тригради, transliterat: Trîhradî, în germană Friedenstal) este un sat în comuna Ocna din raionul Bârzula, regiunea Odesa, Ucraina.
În trecut a fost o colonie germană.

## Demografie
Componența lingvistică a localității Trehgrad
     Ucraineană (84,89%)
     Română (9,71%)
     Rusă (5,4%)
Conform recensământului din 2001, majoritatea populației localității Trehgrad era vorbitoare de ucraineană (84,89%), existând în minoritate și vorbitori de română (9,71%) și rusă (5,4%).

## Vezi și
- Românii de la est de Nistru